# منجم زود للذهب
منجم زود للذهب (بالأذرية: Zod qızıl yatağı)‏ يُعرف حاليًا في أرمينيا بمنجم سوتك للذهب،(بالأرمنية: Սոթքի ոսկու հանքավայր)‏ هو أكبر منجم في أذربيجان وأرمينيا من حيث احتياطي الذهب الخالص. يقع بالقرب من سوتك (زود سابقًا) في أرمينيا، وفي الجزء المجاور من مقاطعة كالباجار في أذربيجان، حيث يقع 76٪ من المنجم في أذربيجان و 24٪ في أرمينيا. تقدر احتياطيات الذهب الخالص في المنجم بأكثر من 120 طنًا

## التاريخ
تم اكتشاف المنجم في عام 1951 وبدأ العمل به منذ عام 1976 في عام 1993، أثناء حرب قره باغ الأولى، أصبحت مقاطعة كالباجار في أذربيجان (بما في ذلك الجزء الأذربيجاني من المنجم) تحت السيطرة الكاملة لأرمينيا وظلت كذلك. حتى نوفمبر 2020 (بحكم القانون كانت دائما جزءًا من أذربيجان). منحت أرمينيا من جانب واحد شركة GeoProMining الروسية الحق في استغلال المنجم. استخراج 320.500 طن من خام الذهب في عام 2009، و490.000 طن في عام 2010، و 880.000 طن في عام 2011. تم توظيف ما بين 350 و 400 عامل في المنجم. تمت معالجة الخام في مصنع استخراج الذهب في أرارات، حيث يتم نقله بالسكك الحديدية. 

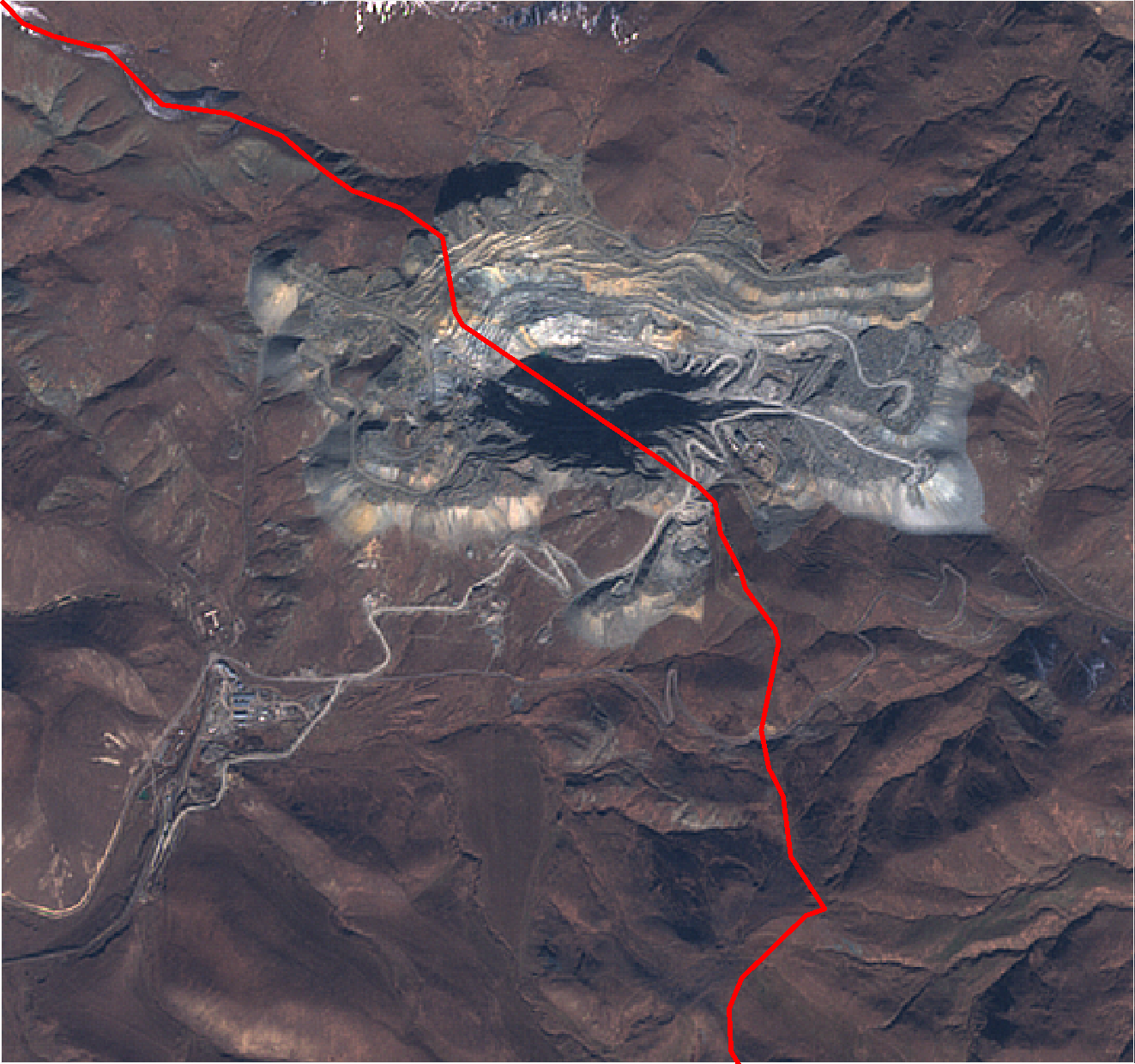
منجم زود على حدود أرمينيا وأذربيجان في صورة أقمار صناعية تم إلتقاطها في 14 نوفمبر 2020. الخط الأحمر يرسم الحدود بين أرمينيا (يسار) وأذربيجان (يمين)

عندما بدأت حرب مرتفعات قره باغ 2020 في 27 سبتمبر، علقت GeoProMining مؤقتًا تشغيل المنجم. في 25 نوفمبر 2020 ، دخلت وحدات من القوات المسلحة الأذربيجانية ، وفقًا للبيان المُوقع من قبل الرئيس الأذربيجاني ورئيس وزراء أرمينيا ورئيس روسيا في أعقاب النزاع، إلى منطقة كالباجار، ثم تم إجلاؤها من قبل القوات الأرمينية، تم تنفيذ الأعمال الهندسية وإزالة الألغام مع تقدم الوحدات الأذربيجانية. في اليوم التالي، أفاد هاكوب أفيتيان، زعيم الجالية الأرمنية في جيغاماسار، أن الجيش الأذربيجاني دخل المنجم. وبحسب قوله ، فقد وصل الأذربيجانيون دون إطلاق نار وطالبوا بتحرير الإقليم، وأعقب ذلك مفاوضات. بدأ موظفو المناجم بمغادرة المنطقة على الرغم من عدم توجيه أي تهديدات، وفقًا لأفيتيان. في مساء ذلك اليوم، أُعلن أن ممثلي أرمينيا وروسيا وأذربيجان قد بدأوا في تنفيذ أعمال ترسيم الحدود باستخدام تقنية GPS لتحديد موقع حدود الدولة. أقامت القوات الأذربيجانية ثلاثة مواقع عسكرية على الجانب الأذربيجاني من المنجم. في 27 نوفمبر، بعد مفاوضات مطولة بين الجيش الأذربيجاني وممثلي GeoProMining، غادر موظفو الشركة القسم الأذربيجاني من المنجم.